# Polycitoridae
Famille
Les Polycitoridae sont une famille d'ascidies de l'ordre des Aplousobranchia.

## Liste des genres
Selon World Register of Marine Species (18 février 2024) :
- genre Archidistoma Garstang, 1891
- genre Brevicollus Kott, 1990
- genre Cystodytes Drasche, 1884
- genre Distomum
- genre Eucoelium Savigny, 1816
- genre Eudistoma Caullery, 1909
- genre Exostoma Kott, 1990
- genre Millarus Monniot & Monniot, 1988
- genre Polycitor Renier, 1804
- genre Polycitorella Michaelsen, 1924
- genre Rhombifera Pérès, 1956